# Гајна
Гајна (блр. Гайна; рус. Гайна) белоруска је река у североисточном делу Минске области и десна је притока реке Березине (сливно подручје Дњепра).
Извире на подручју Минског побрђа код истоименог села у Лагојском рејону, и даље тече преко територија Смаљавичког и Барисавског рејона. Укупна дужина водотока од извора до ушћа је 100 km, површина сливног подручја је 1.670 km², а просечан проток на ушћу око 11,7 m³/s.
Приобална равница обухвата подручје ширине од 800 до 1.200 метара у горњем делу тока до 3.000 метара у доњем делу тока. Ширина реке креће се од 2 до 4 метра у горњем, преко 10 до 16 метара у средњем делу тока до максималних 20 м при ушћу.
Код града Лагојска саграђено је и мање вештачко језеро.